# Dušan Cvetinović
Dušan Cvetinović (alfabeto cirílico serbio: Душан Цветиновић; Šabac, 24 de diciembre de 1988) es un futbolista serbio que juega como defensa en el F. K. Mladost Lučani de la Superliga de Serbia.

## Clubes
| Club                 | País          | Año       |
| -------------------- | ------------- | --------- |
| F. K. Mačva Šabac    | Serbia        | 2006-2007 |
| Dinamo Vranje        | Serbia        | 2007-2008 |
| F. C. Wohlen         | Suiza         | 2009-2010 |
| Grasshoppers         | Suiza         | 2010-2011 |
| F. C. Vaduz          | Liechtenstein | 2011-2013 |
| FK Haugesund         | Noruega       | 2013-2016 |
| R. C. Lens (cedido)  | Francia       | 2015-2016 |
| R. C. Lens           | Francia       | 2016-2018 |
| Yokohama F. Marinos  | Japón         | 2018-2019 |
| Tokushima Vortis     | Japón         | 2020-2021 |
| F. K. Radnički 1923  | Serbia        | 2022      |
| F. K. TSC            | Serbia        | 2023      |
| F. K. Mladost Lučani | Serbia        | 2024-     |

## Palmarés

### Títulos nacionales
| Título    | Club                | País  | Año  |
| --------- | ------------------- | ----- | ---- |
| J1 League | Yokohama F. Marinos | Japón | 2019 |